# Haukøyna
Haukøyna ou Hokøy est une île dans le landskap Sunnhordland du comté de Vestland. Elle appartient administrativement à Lindås.

## Géographie
Rocheuse et couverte d'arbres, elle s'étend sur environ 2,842 km de longueur pour une largeur approximative de 644 m. Elle compte quelques maisons à son extrémité nord.  